# Lista de episódios de The Borgias
A série televisiva The Borgias foi criada por Neil Jordan baseada em fatos históricos sobre a vida do Cardeal Rodrigo Bórgia (posteriormente, Papa Alexandre VI) e sua família. O enredo transcorre na Península Itálica durante o fim do século XV e retrata os esforços da Família Bórgia para alcançar o Papado, eliminar todos os opositores e, eventualmente, tornar-se a mais poderosa dinastia italiana. A série teve sua estreia em 3 de abril de 2011 no canal privado Showtime. Em 5 de junho de 2013, a série foi oficialmente cancelada após três temporadas e vinte e nove episódios.

## Episódios

### 1ª Temporada
| # | Título                   | Direção            | Roteiro     | Exibição original   |
| --- | ------------------------ | ------------------ | ----------- | ------------------- |
| 1 | "The Poisoned Chalice"   | Neil Jordan        | Neil Jordan | 3 de abril de 2011  |
| Após a morte do Papa Inocêncio VIII, o cardeal Rodrigo Bórgia e seus filhos subornam e persuade os demais cardeais a apoiarem sua eleição no conclave. Bórgia é eleito e coroado como Papa Alexandre VI. Outros dois ambiciosos cardeais, Orsini e Della Rovere, imediatamente passam a tramar sua queda. Durante um banquete na residência do Cardeal Orsini, César Bórgia surpreende o criado Micheletto envenenando o vinho dos Bórgia a mando do anfitrião. |                          |                    |             |                     |
| 2 | "The Assassin"           | Neil Jordan        | Neil Jordan | 3 de abril de 2011  |
| César envia Micheletto para espionar o Cardeal della Rovere, que procura uma maneira legal de depor Rodrigo Bórgia. Della Rovere é advertido por Johannes Burchard de que um Papa pode ser deposto em caso de "luxúria pública e notória". Rodrigo inicia um caso romântico com Giulia Farnese, provocando a inveja de sua antiga amante, Vanozza. Informado por Micheletto, o Papa decide expandir o Colégio dos Cardeais para fortalecer seu governo. César envia Micheletto em missão para impedir que della Rovere testemunhe contra o Papa. |                          |                    |             |                     |
| 3 | "The Moor"               | Simon Cellan Jones | Neil Jordan | 10 de abril de 2011 |
| Djem, irmão e suposta ameaça ao novo Sultão Otomano, chega à Roma. O Sultão oferece generosa quantia à Santa Sé para que mantenham Djem como "hóspede", mas oferece ainda um valor a mais no caso de Djem vir a falecer. César recusa autorizar Micheletto a assassinar Djem, a contragosto de seu irmão. O Papa tenta selecionar um pretendente para sua filha, Lucrécia Bórgia. Djem é misteriosamente assassinado e a fortuna enviada pelo Sultão é usada como dote de Lucrécia. |                          |                    |             |                     |
| 4 | "Lucrezia's Wedding"     | Simon Cellan Jones | Neil Jordan | 17 de abril de 2011 |
| Rodrigo concede sua filha em casamento a Giovanni Sforza. O Cardeal della Rovere se reúne com as autoridades francesa e napolitana, prometendo apoiar a requisição francesa sobre Nápoles em troca de apoio contra o Papa. O casamento procede como o planejado, mas na ausência de Vannozza. Após a cerimônia, César convida-a para uma dança constrangendo os demais convidados. Na noite seguinte, Lucrécia muda-se para a casa de Giovanni, onde é forçada. |                          |                    |             |                     |
| 5 | "The Borgias in Love"    | John Maybury       | Neil Jordan | 24 de abril de 2011 |
| Lucrécia é infeliz com seu marido, que a estupra brutalmente todas as noites, e o Papa é atormentado com pesadelos sobre ela. Após uma tentativa fracassada de garantir a travessia das tropas francesas por Florença, della Rovere faz a mesma proposta a Sforza, Duque de Milão. César segue para Florença, oferecendo uma inquisição contra Girolamo Savonarola à Família Médici em troca de bloquear a passagem das tropas francesas. Lucrécia se interessa por um jovem criado da fazenda e passa a tramar um acidente contra seu marido. César se apaixona por Ursula Bonadeo e assassina seu marido com a ajuda de Micheletto. |                          |                    |             |                     |
| 6 | "The French King"        | John Maybury       | Neil Jordan | 1 de maio de 2011   |
| Lucrécia trata de seu marido ferido e se apaixona pelo jovem criado. O Rei de Nápoles oferece sua filha como noiva a Juan Bórgia. Juan vai para Nápoles sondar um possível casamento para seu irmão, Joffre, em seu lugar. Della Rovere, agora na França, insiste no apoio do Rei para depor o Papa Bórgia. César toma Ursula como sua amante, mas esta se isola num convento após descobrir a trama envolvendo a morte de seu marido. Joffre Bórgia se casa com Sancia de Nápoles, que também mantém um caso com Juan. |                          |                    |             |                     |
| 7 | "Death, on a Pale Horse" | Jeremy Podeswa     | Neil Jordan | 8 de maio de 2011   |
| Fernando de Nápoles morre e é sucedido por seu filho Alfonso. O Rei Carlos VIII e o Cardeal della Rovere invadem a Itália e atravessam livremente o Ducado de Milão. A vitória parece inevitável conforme os franceses sitiam a cidade de Lucca. Temendo algo parecido, os Médici cedem às exigências das tropas francesas. Rodrigo envia Giulia Farnese à Giovanni Sforza para confirmar sua lealdade política, o que ela descobre ser falsa no caso de uma eminente invasão a Roma.Lucrécia, grávida de outro homem e infeliz com seu marido, foge de volta para Roma. |                          |                    |             |                     |
| 8 | "The Art of War"         | Jeremy Podeswa     | Neil Jordan | 15 de maio de 2011  |
| Giulia e Lucrécia fogem de Pesaro. O Papa reúne seus esforços no embate com os franceses. Enquanto Giovanni Sforza tortura o escudeiro que ajudou Lucrécia a fugir, ambas chegam ao acampamento francês e são levadas sob custódia do rei. Lucrécia, seduzindo o rei quando a batalha está prestes a começar, planeja uma trégua entre os exércitos. Conforme o exército francês marcha em direção a Roma, os cardeais fogem da cidade. |                          |                    |             |                     |
| 9 | "Nessuno (Nobody)"       | Jeremy Podeswa     | Neil Jordan | 22 de maio de 2011  |
| O exército francês marcha para uma Roma deserta. O cardeal Della Rovere espera uma reunião do Colégio dos Cardeais para depor o papa, mas o papa chega a um acordo com o rei Carlos da França para reconhecê-lo como governante de Nápoles. Carlos é coroado rei da França e de Nápoles em um caso pomposo em Roma. Enquanto isso, César e Micheletto viajam para Pesaro e sequestram Giovanni Sforza em um esquema para anular seu casamento com Lucrécia. Eles acusam Sforza de não poder consumar o casamento, obrigando-o a provar sua potência sexual perante o colégio de cardeais. Sforza não consegue suportar a situação rídicula e declara que é impotente; o casamento é anulado em uma provação humilhante para Sforza. O exército francês chega a Nápoles, onde encontra a cidade devastada pela peste cheio de cadáveres. Lucrécia dá à luz um menino, depois do qual ela se junta ao resto dos Borgias. |                          |                    |             |                     |

### 2ª Temporada (2012)
| # | Título                    | Direção       | Roteiro      | Exibição original   |
| --- | ------------------------- | ------------- | ------------ | ------------------- |
| 10 | "The Borgia Bull"         | Neil Jordan   | Neil Jordan  | 8 de abril de 2012  |
| O Papa, satisfeito com o sucesso de seus planos, decide organizar um grande festejo em Roma. Durante uma caçada, descobre uma ruína dedicada à arte do prazer, e decide mover os artefatos ali encontrados para o Vaticano. Em meio aos quadros e esculturas, chega a jovem Vittoria, disfarçada como homem, e que acaba por seduzir o Papa. Giulia Farnese, temendo perder o posto para a jovem artesã, se aproxima de suas rivais. Enquanto isso, em Nápoles, o Rei francês é acometido pela peste e passa a torturar o jovem Príncipe Alfonso como vingança. |                           |               |              |                     |
| 11 | "Paolo"                   | Neil Jordan   | Neil Jordan  | 15 de abril de 2012 |
| O Papa decide constatar o estado das ruas de Roma e se depara com a estrema pobreza da população. Paolo, o pai do filho de Lucrécia, chega à cidade buscando sua amante. Com a ajuda de uma prostituta, Paolo encontra Lucrécia, mas acaba despertando a fúria de Juan. César e Vanozza planejam unir brevemente o casal para que Paolo possa ver seu filho e deixá-los de uma vez. Juan, não satisfeito, planeja a morte de Paolo. |                           |               |              |                     |
| 12 | "The Beautiful Deception" | Jon Amiel     | Neil Jordan  | 22 de abril de 2012 |
| Lucrécia é arrasada pela morte de seu amante, Paolo. O Cardeal Della Rovere volta a tramar a deposição do Papa, reunindo diversos monastérios em seu caminho para Roma. O Rei Carlos, ainda padecendo com a "febre napolitana", retorna na tentativa de saquear a cidade papal com apoio da Família Sforza. Ao recrutar todas as forças papais, Alexandre VI descobre que o Vaticano já não possui fundos suficientes por conta dos gastos excessivos. |                           |               |              |                     |
| 13 | "Stray Dogs"              | Jon Amiel     | Neil Jordan  | 29 de abril de 2012 |
| Após a vitória sobre a França, César descobre que as freiras do Convento de Santa Cecília foram estupradas e mutiladas, incluindo sua ex-amante Ursula Bonadeo. Micheletto descobre que Giovanni Sforza está por trás do ocorrido juntamente com uma seção do exército francês. Ludovico Sforza pede ao Papa sua benção para formação de uma Liga para expulsar os franceses da Itália. César, o Papa e o Cardeal Sforza partem para o campo de batalha, deixando Lucrécia no Trono de São Pedro. Na véspera da batalha, César e seus condottieri infiltram-se no acampamento francês e destroem seu estoque de pólvora. |                           |               |              |                     |
| 14 | "The Choice"              | Kari Skogland | Neil Jordan  | 6 de maio de 2012   |
| Com a derrota dos franceses, o Papa viaja para Florença na tentativa de silenciar o frade Girolamo Savonarola, enquanto César parte para Forlì para negociar com a destemida Caterina Sforza. Em Florença, o Papa se reúne com Piero de Médici e Nicolau Maquiavel, que lhe adverte a difícil tarefa de impedir os seguidores de Savonarola. Em Roma, o teto da Basílica de São Pedro desaba, levando-o a pensar que seria um sinal divino. César exige que Caterina vá até Roma e demonstre sua lealdade ao Papado, o que não é atendido por esta sob conselho de seu primo, Giovanni Sforza. Della Rovere recebe a benção de Savonarola ao que chamam de "missão apocalíptica" e recruta o jovem monge Antonello, que se infiltra no Vaticano para envenenar o Papa. Micheletto retorna para casa e encontra um antigo amor do passado.                              |                           |               |              |                     |
| 15 | "Day of Ashes"            | John Maybury  | David Leland | 13 de maio de 2012  |
| César volta à Roma e confessa o assassinato de Giovanni Sforza e sua noite de prazer com Caterina. Isto leva a família a arquitetar um segundo casamento para Lucrécia, apesar de seu contragosto. Savonarola continua a pregar fervorosamente contra os abusos da Igreja. Cardeal Sforza oferece-lhe um barrete cardinalício em nome do Papa, o que ele recusa imediatamente como já esperado. César confronta o frade dominicano em nome da Igreja e o ameaça de excomunhão e execução por pregação herética. Della Rovere inicia o treinamento de Antonello na missão de envenenar o Papa, fortalecendo sua reação à cantarella. Maquiavel viaja a Roma e revela a César a localização dos espólios dos Médici. Com o ouro roubado, a família volta a planejar um cerco a Forlì, porém César perde o direito de comandar os exércitos por conta do retorno de Juan. |                           |               |              |                     |
| 16 | "The Siege at Forli"      | Kari Skogland | David Leland | 20 de maio de 2012  |
| Juan Bórgia retorna a Roma com conquistadores espanhóis trazendo iguarias do Novo Mundo, incluindo uma pantera para Lucrécia e charutos para seu pai. Em troca, recebe a chance de comandar os Exércitos Papais no cerco a Forlì, mas logo descobre estar infectado com a sífilis. Na entrada de Forlì, durante negociações com os Bórgias, o filho de Caterina Sforza é sequestrado e torturado por Juan. A tortura só é impedida pela chegada dos exércitos de Ludovico Sforza, o que obriga Juan e seus homens a fugirem vergonhosamente. Enquanto isso, em Florença, César observa Savonarola pregar com cada vez mais audácia em sua "Fogueira de Vaidades". Lucrécia concorda em conhecer seu pretendente, Calvino de Gênova, com a intenção de se aproximar de seu irmão, Raffaello.                                                                            |                           |               |              |                     |
| 17 | "Truth and Lies"          | John Maybury  | David Leland | 3 de junho de 2012  |
| Lucrécia aceita casar-se com Calvino para envolver-se com seu irmão, Raffaello. Juan retorna do cerco, mas não admite ter fugido do combate. Como a doença progride fortemente, ele passa a usar ópio para aliviar as dores. César, suspeitando da mentira de seu irmão, abriga e interroga o filho de Caterina Sforza. Della Rovere envia Antonello à Roma. César consegue uma declaração culpando Savonarola de heresia. |                           |               |              |                     |
| 18 | "World of Wonders"        | David Leland  | David Leland | 10 de junho de 2012 |
| Calvino explica ao Papa que não poderá casar-se com Lucrécia porque seu irmão também a deseja. Como a família não aceita o acordo, os genoveses deixam Roma. Com a ajuda de Maquiavel, César desafia Savonarola a caminhar "dentre as chamas" para provar a autenticidade de suas revelações. O frade acaba se ferindo gravemente e perde seu prestígio em Florença, sendo levado preso ao Vaticano. Antonello segue na tentativa de envenenar a bebida do Papa. O estado de Juan piora a cada dia e este perde o favor de sua família ao ameaçar o bebê de Lucrécia. Em vingança, César e Micheletto armam uma emboscada. |                           |               |              |                     |
| 19 | "The Confession"          | David Leland  | Guy Burt     | 17 de junho de 2012 |
| Savonarola é torturado por confessar heresia. Após uma confissão forjada, o frade é queimado vivo em praça pública. O corpo de Juan é descoberto, mas o Papa se recusa a realizar um funeral antes de que o assassino seja descoberto, fazendo com que César admita sua culpa no caso. Lucrécia finalmente escolhe um pretendente e César é libertado de seus votos de cardeal, assumindo a liderança dos Exércitos Papais. Em estado de choque, o Papa enterra o filho com as próprias mãos, enquanto Lucrécia celebra seu noivado. Antonello consegue finalmente envenenar o vinho do Papa. |                           |               |              |                     |

### 3ª Temporada (2013)
| # | Título                     | Direção       | Roteiro     | Exibição original   |
| --- | -------------------------- | ------------- | ----------- | ------------------- |
| 20 | "The Face of Death"        | Kari Skogland | Guy Burt    | 14 de abril de 2013 |
| O Papa Alexandre VI luta pela própria vida após ser envenenado pelo jovem Antonello. O Colégio dos Cardeais começa a planejar sua sucessão. César e Michelleto descobrem o envolvimento de Della Rovere na trama, mas não conseguem capturá-lo. Caterina Sforza envia seu assassinado pessoal, Rufio, para aniquilar de uma vez por todas a dinastia Bórgia. Della Rovere é preso por César, mas foge com a ajuda de um dos cardeais. Cardeal Sforza revela a tentativa de assassinato contra a família Bórgia e o plano fracassa.                                                                                  |                            |               |             |                     |
| 21 | "The Purge"                | Kari Skogland | Neil Jordan | 21 de abril de 2013 |
| Agora totalmente restaurado, o Papa pede ao Cardeal Sforza que inicie um processo de "inquisição" no Colégio dos Cardeais para descobrir quem havia tramado contra sua vida. Com as "evidências" de que precisava, Alexandre VI expulsa todos os cardeais que o pressionam. Enquanto isso, Caterina Sforza busca apoio das famílias mais poderosas da Romanha - Orsini, Vitelli e Colonna. Lucrécia percebe que seu filho, Giovanni, não será aceito pela corte napolitana e sente-se rejeitada por Alfonso, que é contra o sexo pré-marital. Em contrapartida, César descobre seu amor incestuoso pela irmã.       |                            |               |             |                     |
| 22 | "Siblings"                 | Jon Amiel     | Guy Burt    | 28 de abril de 2013 |
| Vingando-se pela expulsão de alguns cardeais, Cardeal Versucci rouba alguns relatórios do Tesouro do Vaticano e põe fogo no restante, deixando grande soma para um pequeno convento. Contrariado pela decisão de Fernando II de Nápoles em não aceitar seu sobrinho bastardo, César viaja à Nápoles e considera forjar uma nova aliança com a França. Após a festa com Lucrécia, Alfonso descobre que César não o considera confiável e não consuma o casamento. Afirmando que "somente um Bórgia pode amar outro Bórgia", Lucrécia dorme com César, cometendo incesto.                                             |                            |               |             |                     |
| 23 | "The Banquet of Chestnuts" | Jon Amiel     | Guy Burt    | 5 de maio de 2013   |
| O recém-elevado Cardeal Farnese assume o Tesouro do Vaticano e logo descobre o roubo de Versucci. Micheletto é enviado para liquidar o ex-cardeal. Ao ouvir o pedido de ajuda dos venezianos contra o ataque de piratas turcos, Alexandre VI convoca uma "cruzada" lucrativa. Desconfiada da lealdade dos novos cardeais, Giulia Farnese organiza o polêmico "Banquete das Cortesãs", que acaba sendo registrado e guardado nos Museus Vaticanos como forma de coação. Enquanto isso, Fernando II exige testemunhar a consumação do casamento de seu primo, revoltando César e humilhando Lucrécia.                 |                            |               |             |                     |
| 24 | "The Wolf and the Lamb"    | Kari Skogland | Neil Jordan | 12 de maio de 2013  |
| A missão diplomática de César na França é um sucesso após sua aliança com o Arcebispo d'Amboise e o casamento com Charlotte d'Albert. De volta a Roma, a sedutora e insana Bianca comete suicídio, forçando Alexandre e Sforza a conspirarem contra Gonzaga. Lucrécia viaja a Nápoles acompanhada de seu marido e sob a proteção de Micheletto. O Rei Ferdinando mantém sua decisão em não reconhecer o pequeno Giovanni, causando ira em Lucrécia e vingança por Micheletto. |                            |               |             |                     |
| 25 | "Relics"                   | Kari Skogland | Guy Burt    | 19 de maio de 2013  |
| César chega ao norte da Itália no comando de um exército francês. Alexandre, descontente com as decisões do filho, acredita que este foi um desafio à sua autoridade papal. Juntos, eles planejam usar o exército francês para suplantar os Sforza. Caterina, no entanto, está um passo a frente com um plano próprio audacioso - envia uma "arma biológica" ao Vaticano. Preocupado com a falta de recursos para sua Cruzada, Alexandre estipula impostos abusivos contra a recém-chegada comunidade judaica. |                            |               |             |                     |
| 26 | "Lucrezia's Gambit"        | David Leland  | Neil Jordan | 26 de maio de 2013  |
| César incendeia o Palácio de Cardeal Constanzo na tentativa de conter a inesperada peste. Lucrécia descobre que com a eventual morte de Ferdinando de Nápoles, seus sobrinhos - Rafael e Frederigo - iriam disputar pelo trono antes de seu marido, o ingênuo Alfonso; e inicia um trato com um dos dois para garantir o futuro de seu filho na corte. César e Micheletto dão um fim na questão envolvendo o filho de Caterina. Micheletto conhece um misterioso artista chamado Pascal. |                            |               |             |                     |
| 27 | "Tears of Blood"           | David Leland  | Neil Jordan | 2 de junho de 2013  |
| Micheletto descobre que seu amante é um espião se esforça para descobrir seu empregador. Com o início das peregrinações a Roma no Ano Jubilar, Caterina Sforza cria uma falsa relíquia para competir com a corte papal, impedindo que Alexandre reponha as reservas do Vaticano. César e Michelleto chegam a Forlí para investigar o caso e escapam por pouco de uma emboscada. Lucrécia é nomeada embaixadora papal em Nápoles, mas logo descobre estar sendo vigiada pelos guardas reais. Enquanto isto, Alexandre e Mattai planejam uma cruzada contra os turcos.                                                |                            |               |             |                     |
| 28 | "The Gunpowder Plot"       | Neil Jordan   | Neil Jordan | 9 de junho de 2013  |
| Desolado pela traição, Micheletto mata seu amante e desaparece. César viaja a Nápoles para resgatar sua irmã e Alfonso passa a suspeitar as relações entre ambos. Alexandre planeja controlar o mercado de enxofre, o principal componente da pólvora. |                            |               |             |                     |
| 29 | "The Prince"               | Neil Jordan   | Neil Jordan | 16 de junho de 2013 |
| Alexandre e César finalmente se reconciliam. Os Exércitos Papais são reforçados com as riquezas da Cruzada e o Ano Jubilar prossegue em comemorações. César lidera seu temido exército para concluir o que foi deixado por Juan - derrotar as forças em Forlí. Enquanto planeja seu ataque, Micheletto reaparece somente para informá-lo de uma mina abandonada sob a muralha da cidade. Ao implodir as fortificações, César consegue dominar a cidade e capturar Caterina Sforza. Ao confrontar Cesar, Alfonso é ferido e acaba morrendo nos braços de Lucrécia, que agora assume sua relação amorosa com o irmão. |                            |               |             |                     |